# ロバート・エイトキン (サッカー選手)
ロバート・ボビー・エイトケン・ジュニア（Robert "Bobby" Aitken, Jr.、1904年10月19日 - 1962年12月20日）は、アメリカ合衆国のサッカー選手で、サッカーアメリカ合衆国代表として2試合に出場した。彼は、1928年夏季オリンピックに出場し、アルゼンチンに11対2で負けた。その試合に続いて、1928年6月10日、ポーランドとのエキシビション試合をして、3対3の引き分けで終わった。オリンピック出場当時、カレドニアンFCに所属していた。 

## 参照資料
1. ↑  USA - Details of International Matches 1885–1969